# Stor-Väktaren
Stor-Väktaren är en sjö i Strömsunds kommun i Jämtland och ingår i Ångermanälvens huvudavrinningsområde. Sjön är 45 meter djup, har en yta på 4,59 kvadratkilometer och befinner sig 549,2 meter över havet. Stor-Väktaren ligger i Frostvikenfjällen Natura 2000-område. Sjön avvattnas av vattendraget Väktarån.

## Delavrinningsområde
Stor-Väktaren ingår i det delavrinningsområde (717130-143207) som SMHI kallar för Utloppet av Stor-Väktaren. Medelhöjden är 720 meter över havet och ytan är 34,77 kvadratkilometer. Räknas de 13 avrinningsområdena uppströms in blir den ackumulerade arean 70,79 kvadratkilometer. Väktarån som avvattnar avrinningsområdet har biflödesordning 3, vilket innebär att vattnet flödar genom totalt 3 vattendrag innan det når havet efter 344 kilometer. Avrinningsområdet består mestadels av skog (37 procent) och kalfjäll (48 procent). Avrinningsområdet har 4,62 kvadratkilometer vattenytor vilket ger det en sjöprocent på 13,3 procent.

## Geografi
Stor-Väktaren ligger belägen i en dalgång inbäddad i fjällskog några kilometer öster om den lilla gården Väktarmon samt Väktardalens naturreservat. Sjön omges av sluttande fjällsidor och fjälltoppar, främst Gulliken, Jerikklumpen och Kroutetje (Krovhtetje). Norrifrån rinner jokkarna från sjöarna Göletsjaure och Sålejaure ut i sjön, medan det från öster och söder rinner ut jokkar och större bäckar från mindre vattendrag, t.ex. Hepmienloebpel och Pluovenjaure. 